# Koźlarz babka

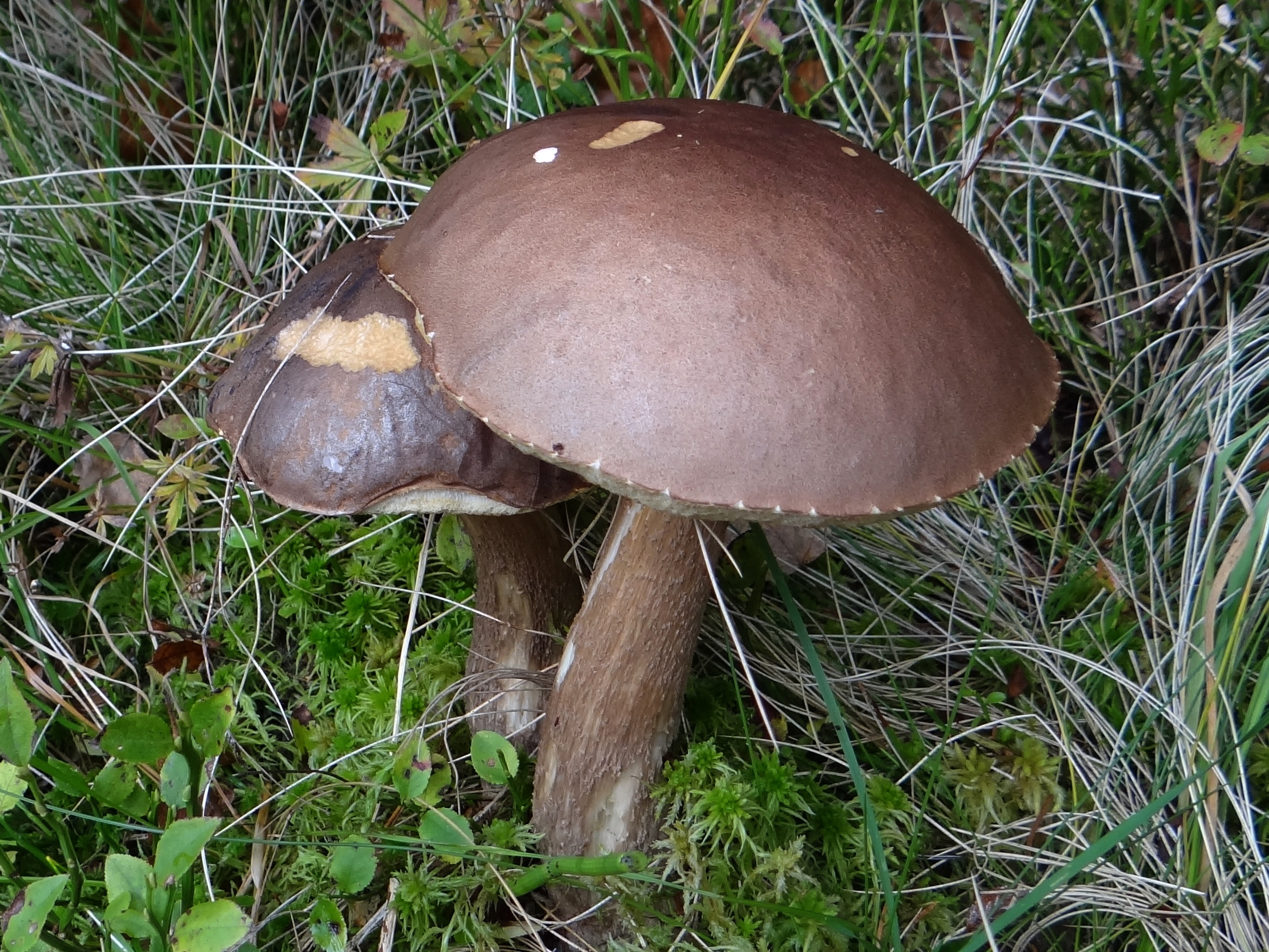

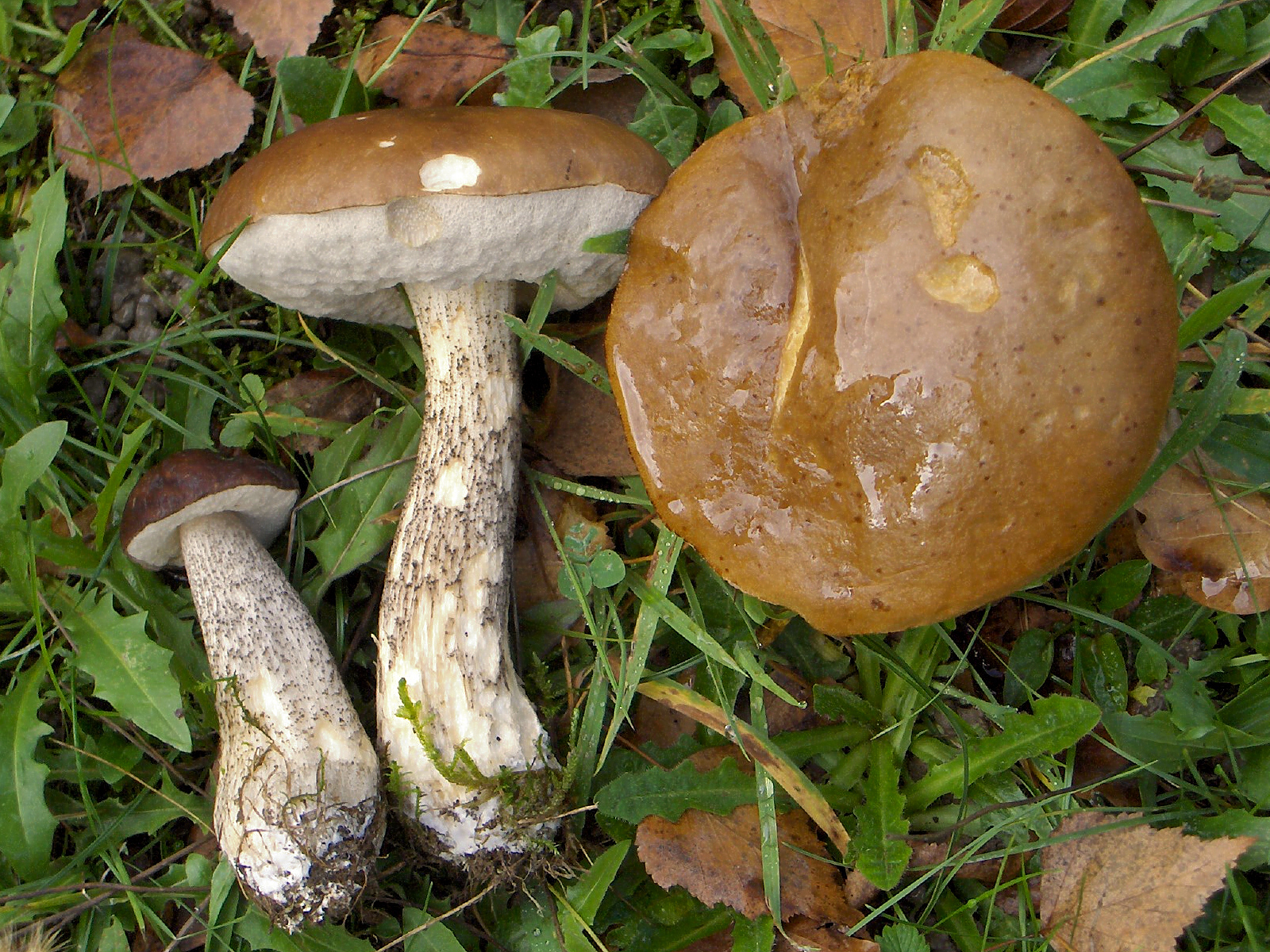

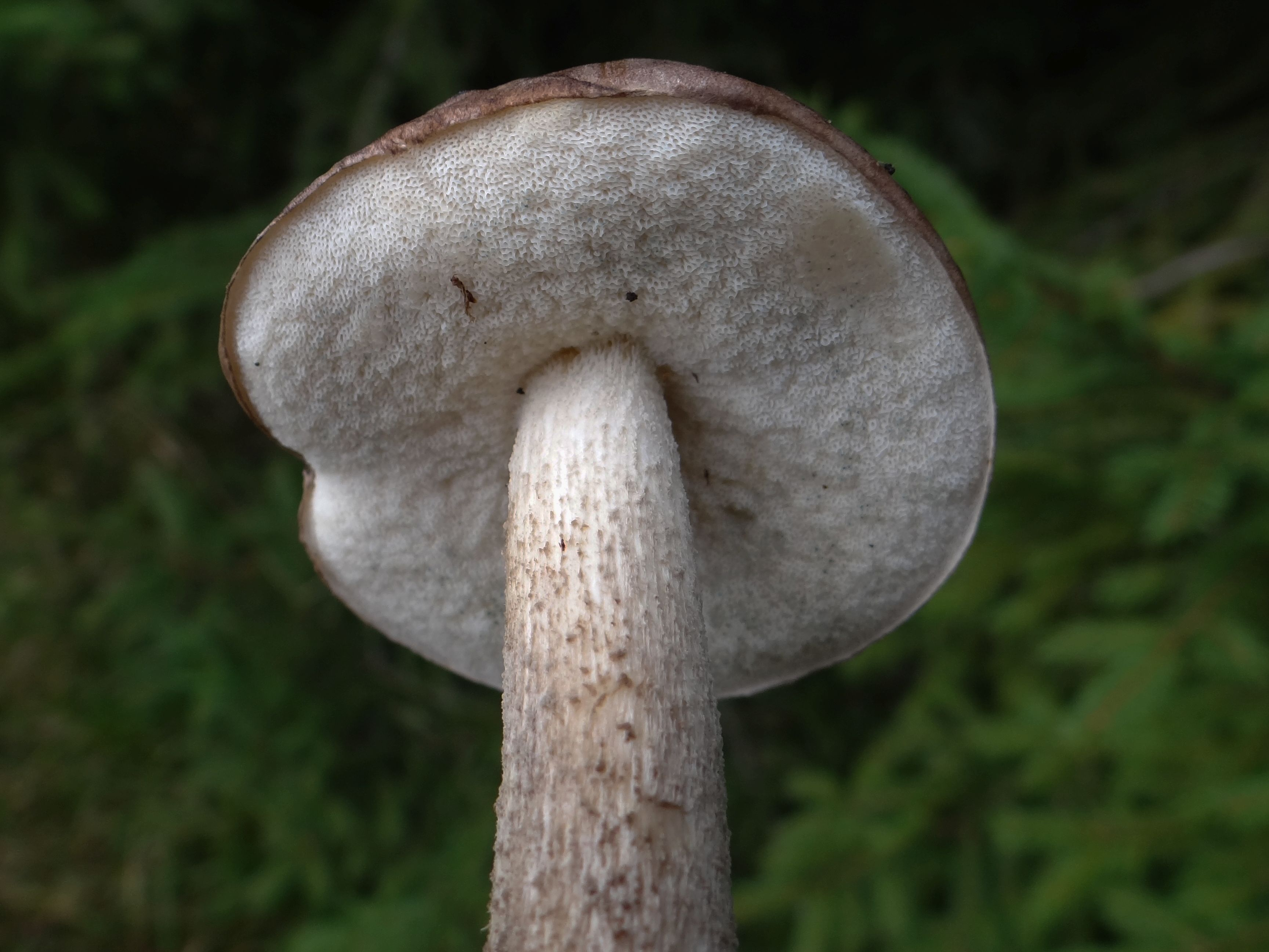

Koźlarz babka (Leccinum scabrum (Bull.) Gray) – gatunek grzybów z rodziny borowikowatych (Boletaceae).

## Systematyka i nazewnictwo
Pozycja w klasyfikacji według Index Fungorum: Boletaceae, Boletales, Agaricomycetidae, Agaricomycetes, Agaricomycotina, Basidiomycota, Fungi.
Po raz pierwszy takson ten zdiagnozował w 1783 r. Jean Baptiste Bulliard nadając mu nazwę Boletus scaber. Obecną, uznaną przez Index Fungorum nazwę nadał mu w 1821 r. Samuel Frederick Gray, przenosząc go do rodzaju Leccinum. Synonimów naukowych ma ponad 80. Niektóre z nich:

- Boletus avellaneus J. Blum 1970
- Boletus roseofractus (Watling) Hlaváček 1989
- Boletus roseofractus (Watling) Hlaváček 1980
- Boletus scaber Bull. 1783
- Ceriomyces scaber (Bull.) Murrill 1909
- Gyroporus scaber (Bull.) Quél. 1886
- Krombholzia scabra (Bull.) P. Karst. 1881
- Krombholziella avellanea (J. Blum) Alessio 1985
- Krombholziella avellanea (J. Blum) Bon 1986
- Krombholziella avellanea (J. Blum) Courtec. 1986
- Krombholziella roseofracta (Watling) Šutara 1982
- Krombholziella scabra (Bull.) Maire 1937
- Krombholziella subcinnamomea (Pilát & Dermek) Alessio 1985
- Leccinum avellaneum (J. Blum) Bon 1979
- Leccinum oxydabile (Singer) Singer 1947
- Leccinum rigidipes P.D. Orton 1988
- Leccinum roseofractum Watling 1968
- Leccinum scabrum var. avellaneum (J. Blum) J.A. Muñoz 2005
- Leccinum scabrum (Bull.) Gray 1821 var. scabrum
- Leccinum subcinnamomeum Pilát & Dermek 1974
- Trachypus scaber (Bull.) Romagn. 1939[2].

Nazwę polską podała Alina Skirgiełło w 1960 r. W polskim piśmiennictwie mykologicznym gatunek ten opisywany był także pod innymi nazwami: huba podbrzeźniak, babka, czeszczewik, grzyb chropawy, kozak, koźlarek, podbrzeźniak, grzyb koźlarz, grzyb szorstkotrzonowy, kozak właściwy i koźlarz różowiejący.

## Morfologia
Kapelusz
Średnica dochodzi do 20 cm, u młodych egzemplarzy półkolisty do poduszkowatego, u starszych – gładki. Przy wilgotnej pogodzie powierzchnia kapelusza jest śliska, lekko śluzowata. Barwa od jasnobrązowej do ciemnobrązowej.
Trzon
Grubość do 3,5 cm, wysokość do 17 cm. Pełny, cylindryczny, smukły, zwężający się w kierunku kapelusza. Biały, pokryty licznymi ciemnobrązowymi do czarnych kosmkami.
Rurki
Do 25 mm długości, głęboko wcięte przy trzonie. Barwa od białawej u młodych, do szarobrązowej u starszych egzemplarzy. Pory niemal okrągłe i drobne. Rurki uszkodzone nie zmieniają barwy.
Miąższ
Biały do białokremowego, u podstawy może być białozielonkawy. Włóknisty, u młodych egzemplarzy jędrny, do miękkiego, wodnisty u starych. Uszkodzony nie zmienia barwy. Smak i zapach przyjemny, słaby.
Wysyp zarodników
Brązowy do oliwkowobrązowego. Zarodniki gładkie, wrzecionowate o rozmiarach 14-20 × 4,5–6,5 μm.
Gatunki podobne
Dość często bywa mylony z podobnie wyglądającym goryczakiem żółciowym (Tylopilus felleus), który ma gorzki smak i jest niejadalny – gatunek ten na trzonie nie posiada kosmków, a wyraźną brunatną siateczkę. Podobny jest też koźlarz grabowy (Leccinum pseudoscabrum), ale rośnie on tylko pod grabami i jego miąższ po uszkodzeniu barwi się na kolor od brudnoróżowego do czarniawego. Również pod brzozami, ale na bardziej wilgotnych miejscach rośnie podobny koźlarz różnobarwny (Leccinum variicolor). Na wrzosowiskach występuje podobny, ale mający bardzo jasne, niemal białe ubarwienie koźlarz białawy (Leccinum holopus).

## Występowanie
Występuje na całej półkuli północnej. Na Półwyspie Skandynawskim sięga po 66° szerokości geograficznej. Na półkuli południowej podano jego występowanie tylko w Australii i Nowej Zelandii. W Europie Środkowej jest pospolity. Również w Polsce występuje pospolicie od lata do jesieni.
Rośnie na ziemi, w lasach liściastych oraz mieszanych, często także poza lasem. Rośnie wyłącznie pod brzozami, tworzy bowiem z nimi mikoryzę.

## Znaczenie
Kulinarne
Grzyb mykoryzowy. Dobry grzyb jadalny. Nadaje się do bezpośredniego spożycia, przerobu, a także suszenia. Dobre i smaczne są młode okazy, starsze grzyby mają bardzo gąbczasty i wodnisty kapelusz oraz zdrewniały trzon.
Filatelistyka
Poczta Polska wyemitowała 8 maja 1959 r. znaczek pocztowy przedstawiający koźlarza babkę, o nominale 5,60 zł, w serii Grzyby Polski. Wydrukowano 604 800 szt., techniką rotograwiury, na papierze niepowlekanym. Znaczek był ząbkowany i miał formę trójkątną. Autorem projektu znaczka był Czesław Borowczyk. Cała seria pozostawała w obiegu do 31 grudnia 1994 roku.